# Нетопир лісовий

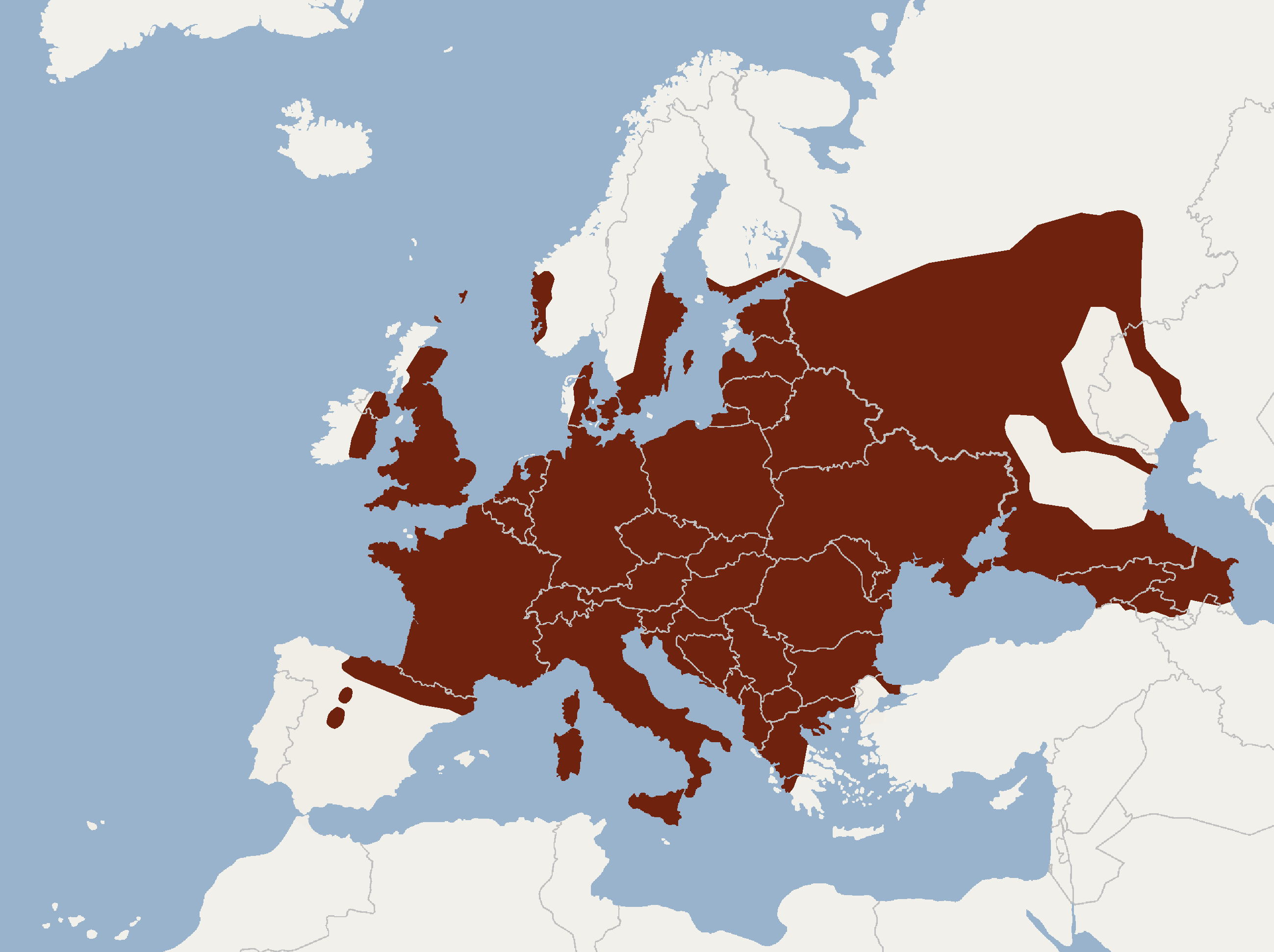
Ареал

Нетопир лісовий, Pipistrellus nathusii (Keyserling & Blasius, 1839) — кажан, вид роду нетопир (Pipistrellus).
Традиційно вважається близьким до виду нетопир карлик (Pipistrellus pipistrellus), з яким його можна сплутати, якщо не враховувати стать (самці дрібніші) і вік.
Типовий мешканець лісової смуги, зокрема Полісся і Лісостепу. Перелітний вид, присутній на більшій частині Європи (зокрема й в Україні) не більше 6 місяців, з квітня до вересня (частіше з травня до серпня).

## Середовище проживання
Ареал від Західної Європи на схід до Уральських гір, Малої Азії та Кавказу. Міграції значні. Особини з північних і східних районів переміщуються на південний захід на зиму. Переважними місцями проживання є парки та світлі ліси, часто біля води.